# After Dark (singel)
„After Dark” (jap. アフターダーク Afutā Dāku) − dziesiąty singel japońskiej grupy muzycznej Asian Kung-Fu Generation, wydany 7 listopada 2007. Pochodzi z albumu World World World. Tytułowy utwór usłyszeć można w anime Bleach.

## Lista utworów
1. "After Dark" (jap. アフターダーク Afutā Dāku)
2. "Yuigahama Kite" (jap. 由比ヶ浜カイト Yuigahama Kaito)

## Twórcy
- Masafumi Gotō – śpiew, gitara
- Kensuke Kita – gitara, śpiew
- Takahiro Yamada – gitara basowa, śpiew
- Kiyoshi Ijichi – perkusja
- Asian Kung-Fu Generation – producent
- Yūsuke Nakamura – projekt okładki